# Oncidium nitidum
Oncidium nitidum é uma espécie epífita com pseudobulbos em forma de charuto estreitando-se na base. Possui 20 cm de altura, portando 2 folhas de 20 cm de comprimento e 2 cm de altura, lanceoladas e de cor verde brilhante. Haste floral pendente com mais de 1 m de comprimento, levemente ramificada na sua extremidade e portando de 20 a 30 flores. Flores de 1,5 cm de diâmetro, voltadas para baixo com pétalas e sépalas amarelo-vivo densamente listradas de vermelho bronzeado. Labelo amarelo. Vegeta no norte do Espírito Santo e sul da Bahia em matas escuras, bastante úmidas numa altitude entre 200 e 800 metros.
Floresce no fim da primavera.